# البنوك في الكويت
يعتبر القطاع المصرفي أحد أعمدة الاقتصاد الكويتي متمثلاً بعدد من البنوك المحلية وعدد آخر من البنوك غير الكويتية جميعهم يخضعون لرقابة وإشراف بنك الكويت المركزي. وتدير البنوك الكويتية أصولاً تقدر بحوالي 40 مليار دينار كويتي. كما تستحوذ الكويت على 30% من العمليات المصرفية الإسلامية في العالم العربي.

## تاريخ البنوك في الكويت
يرجع تاريخ البنوك في الكويت إلى عام 1941 عندما أنشئ البنك الإمبراطوري الإيراني على يد مجموعة من المستثمرين البريطانيين. وقد كان هذا البنك امتداداً لفروع أخرى في العراق وإيران. وبعد سنتين تغير أسم البنك إلى البنك البريطاني في إيران والشرق الأوسط. وفي الخمسينيات من القرن العشرين ونتيجة لتوتر العلاقات بين بريطانيا وإيران تم تغيير أسم البنك إلى البنك البريطاني للشرق الأوسط. وفي عام 1971 تم تأميم البنك وتحويله إلى بنك الكويت والشرق الأوسط بعد سن قانون يمنع مزاولة البنوك الأجنبية للأنشطة المصرفية في الكويت.
أما أول بنك كويتي فهو بنك الكويت الوطني والذي أسس عام 1952، وزاول البنك في بداياته أعمالا مصرفية بسيطة وبدائية تتلخص في الاعتمادات التجارية، وتبادل العملات، وحوالات مصرفية بسيطة، وإيداعات وسحوبات. وفي عام 1960 أنشئ كل من بنك الخليج والبنك التجاري الكويتي للتوسع الشبكة المصرفية في الكويت مما ألزم الحكومة الكويتية بإنشاء جهة رقابة تشرف على عمل البنوك، فتم تشكيل مجلس النقد الكويتي، والذي شكل نواة تأسيس بنك الكويت المركزي عام 1968. ومع تطور اقتصاد الكويت زادت الحاجة لشبكة أوسع من المصارف، فتم تأسيس البنك الأهلي الكويتي عام 1967 وبنك الكويت والشرق الأوسط عام 1971 وبنك الكويت الدولي (البنك العقاري سابقاً) عام 1973 وبنك برقان عام 1975 وبيت التمويل الكويتي عام 1977 وبنك بوبيان عام 2004 وبنك وربة عام 2009. ويعد بيت التمويل الكويتي ثاني بنك إسلامي يعمل وفق أحكام الشريعة الإسلامية في منطقة الخليج العربي والأول من نوعه في الكويت.
و تعد شركة المزيني للصيرفة التي تأسست عام 1942 أول شركة في الكويت للقيام بأعمال الصيرفة 

## تصنيف البنوك الكويتية
يعتبر بنك الكويت الوطني أعلى البنوك تصنيفاً في العالم العربي والعالم الناشئ، كما كان ضمن قائمة أكثر البنوك أماناً في العالم وحل في المركز الرابع والأربعين.
| البنك                    | مؤسسة موديز | وكالة فيتش | وكالة ستاندرد آند بورز |
| ------------------------ | ----------- | ---------- | ---------------------- |
| بنك الكويت الوطني        | -B          | B          | +A                     |
| بيت التمويل الكويتي      | -C          | C/D        | -A                     |
| بنك الخليج               | -C          | F          | -A                     |
| البنك التجاري الكويتي    | C           | C/D        | -A                     |
| بنك برقان                | -C          |            | +BBB                   |
| البنك الأهلي الكويتي     | -C          | C/D        | +BBB                   |
| بنك الكويت والشرق الأوسط | -C          | C          |                        |
| بنك بوبيان               | D           |            |                        |